# NGC 1012
NGC 1012 is een spiraalvormig sterrenstelsel in het sterrenbeeld Ram. Het hemelobject werd op 11 september 1784 ontdekt door de Duits-Britse astronoom William Herschel.

## Synoniemen
- PGC 10051
- UGC 2141
- MCG 5-7-27
- ZWG 505.30
- KUG 0236+299
- IRAS02362+2956